# Alfred Worm
Alfred Worm (* 14. Juni 1945 in Gmünd, Niederösterreich; † 5. Februar 2007 in Wien) war ein österreichischer Journalist, Buchautor und Universitätslehrer.

## Wirken
Alfred Worm begann in der HTL Mödling eine Ausbildung zum Tiefbauingenieur, die er 1964 abschloss. Er arbeitete daraufhin fast 10 Jahre lang als Ingenieur in der Baubranche, bevor er begann, die unseriösen Praktiken bei der Vergabe von Großbauaufträgen zu kritisieren und aufzudecken.
Bekannt wurde Alfred Worm 1973 durch die Aufdeckung des Bauring-Skandals. Er fand dabei Interesse am investigativen Journalismus, den er weiterverfolgte, vor allem was die Schmiergeld- und Betrugsaffären bei großen Bauvorhaben in Österreich betraf. Von 1974 bis 1994 war er Redakteur des profil, zuletzt stellvertretender Chefredakteur. 1980 deckte er den AKH-Skandal auf. 1981 erhielt er den Dr.-Karl-Renner-Publizistikpreis. Im April 1986 sorgte er im Präsidentschaftswahlkampf für Aufsehen: Er publizierte im Zusammenhang mit der Waldheim-Affäre, gestützt auf ein Redeprotokoll von Ottilie Matysek, die interne Ankündigung von Bundeskanzler Fred Sinowatz vom  28. Oktober 1985, man werde „in einer großangelegten Kampagne die österreichische Bevölkerung über Kurt Waldheims braune Vergangenheit informieren“. 1987 zeigte Sinowatz, der diese Aussage leugnete, Worm wegen übler Nachrede an; Worm wurde jedoch aufgrund von Matyseks Notiz freigesprochen. Sinowatz und andere Politiker, die Sinowatz' Darstellung vor Gericht bestätigt hatten, wurden hingegen 1992 rechtskräftig wegen Falschaussage zu hohen Geldstrafen verurteilt. Im Mai 1994 wechselte Worm zum Magazin News, bei dem er – anfangs neben Wolfgang Fellner – als Chefredakteur tätig war.

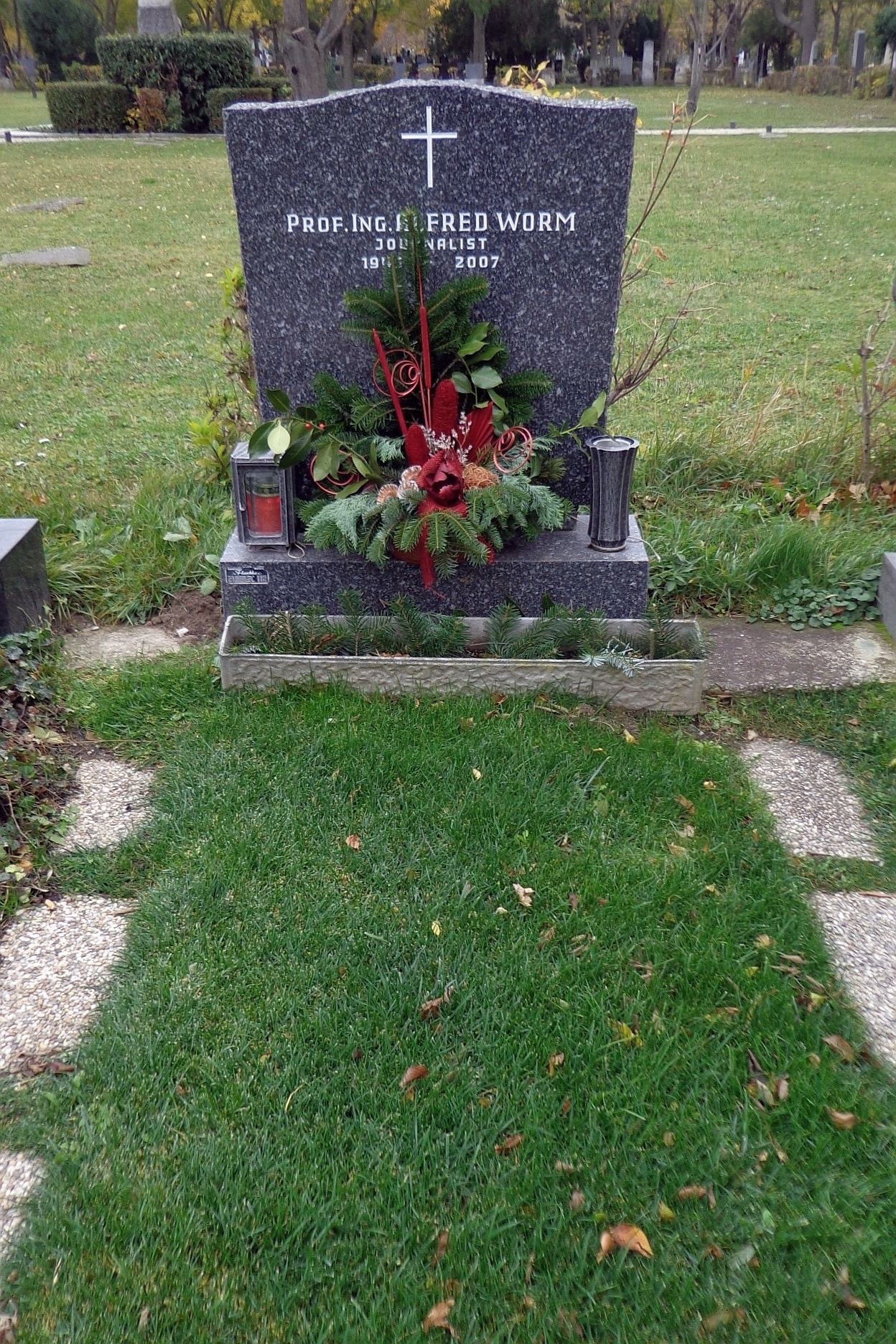
Wiener Zentralfriedhof – ehrenhalber gewidmetes Grab von Alfred Worm

Seit Mitte der 1980er-Jahre war Alfred Worm Lehrbeauftragter am Institut für Publizistik- und Kommunikationswissenschaft der Universität Wien. Ab 1988 war er maßgeblich mit daran beteiligt, dass dieses Institut ein eigenes Gebäude in der Schopenhauerstraße erhielt. Während seiner gesamten Lehrdauer engagierte sich Worm beträchtlich für Journalistenausbildung sowie Jungjournalistenförderung. Als prominentester Journalist unter den Lehrbeauftragten des Institutes kann ihm eine erhebliche Anziehungskraft als Faktor für stetig steigende Studierendenzahlen zugeschrieben werden.
Von 1983 bis 1988 war Alfred Worm als „Quereinsteiger“ Abgeordneter der ÖVP im Wiener Landtag und Gemeinderat.
Drei Tage nach der Auszeichnung mit dem Preis Journalist des Jahres 2006 erlag er in der Nacht vom 4. auf den 5. Februar 2007 im 62. Lebensjahr einem Herzinfarkt. Alfred Worm wurde auf dem Wiener Zentralfriedhof in einem ehrenhalber gewidmeten Grab (Gruppe 40, Nummer 82) bestattet.

### Alfred-Worm-Preis
Nach ihm wurde eine jährliche Auszeichnung der Verlagsgruppe News für investigativen Journalismus Alfred-Worm-Preis benannt. Der Preis wurde von 2008 bis 2011 vergeben. Preisträger waren:
- 2008: Fritz Pessl (Salzburger Nachrichten)
- 2009: Rainer Fleckl und Erich Vogl (Kurier)
- 2010: Florian Klenk (Falter)
- 2011: Ashwien Sankholkar (Format)

## Anekdoten und Populärkultur
Im Jahr 1981 spielte Worm eine Variante seiner selbst in Peter Patzaks Krimi Den Tüchtigen gehört die Welt. Der Film und Worms Rolle thematisieren den fiktiven „Donauzentrum-Skandal“ – eine direkte Anspielung auf den AKH-Skandal.
Nachdem Worm den damals in der FPÖ tätigen Politiker John Gudenus als „Trottel“ bezeichnet hatte, verklagte ihn dieser wegen Ehrenbeleidigung. Worm wurde zu einer Geldstrafe von 30.000 Schilling, umgerechnet knapp 2.200 Euro verurteilt. Vorher wurde ihm ein Vergleich angeboten, falls er seine Aussage zurückziehe. Er lehnte ab, weil „[...] es mir 30.000 Schilling wert sein muss, diesen Menschen einen Trottel nennen zu dürfen.“

## Publikationen
- Der Skandal. AKH: Story, Analyse, Dokumente. Europas größter Krankenhausbau. Verlag Orac, Wien 1981, ISBN 3-85368-889-6.
- Gentechnik. hpt-Verlags-Ges., Wien 1988, ISBN 3-85128-008-3.
- Jesus Christus. Die Wahrheit über den „wahren“ Menschen. ECON, Düsseldorf/Wien 1993, ISBN 3-430-19829-1.
- Vom Menschensohn zum Judenstern – die 7 Todsünden der Römisch-Katholischen Kirche. 1993.
- Man(n) wird jünger ... und attraktiver. 1999. gemeinsam mit Johannes Huber.